# Aeropuerto Internacional Arturo Napoleón Raymond Robinson
El Aeropuerto Internacional Arthur Napoleon Raymond Robinson (en inglés: Arthur Napoleon Raymond Robinson International Airport) (Antes, Aeropuerto Internacional de Crown Point) (IATA: TAB, la OACI: TTCP) es un aeropuerto internacional situado en la isla de Tobago. Se encuentra en su mayor parte al suroeste de la isla, cerca del pueblo de Canaán, y a 11 km (6,8 millas) de la capital insular, Scarborough. Actualmente tiene cuatro vuelos semanales a Reino Unido, uno a Alemania, uno a Nueva York-JFK, uno a Estocolmo, Suecia y uno de São Paulo, Brasil. Es uno de los dos aeropuertos internacionales que sirven a la república de dos islas principales. El otro aeropuerto está situado en la isla de Trinidad, el Aeropuerto Internacional de Piarco.
El Aeropuerto Internacional A.N.R. está situado en el extremo suroeste de la isla de Tobago. Este aeropuerto está ubicado a poca distancia de algunas de varias de las playas de la isla. El aeropuerto fue comisionado en diciembre de 1940 cuando el Departamento de Trabajo dispuso una pista de aterrizaje de 670 metros (2.200 pies). En ese momento el aeropuerto fue bautizado como el Aeropuerto Internacional de Crown Point y se declaró que era el aeródromo secundario de la república. En 2004 fue completamente renovado.